# Pittidae
Nota: Para outros significados de Pita, ver Pita (desambiguação).
Pittidae é uma família de aves passeriformes subóscines endêmicos do Velho Mundo, cuja maior expressão de biodiversidade ocorre no sudeste asiático, embora também sejam encontrados na África e na Australásia. A maioria das espécies encontram-se na zona tropical, embora um pequeno número também habite a região temperada. O espectro de hábitat em que ocorrem são: florestas, bosques, manguezais e áreas semi-cultivadas. São de hábito solitário e fortemente terrícola, caminham de modo saltitante sobre a serapilheira de solos úmidos, forrageando atrás de pequenos invertebrados, com frequência param para emitir um assobio simples ou uma ressoante vocalização.

## Descrição
As pitas são aves de pequeno a médio porte, podendo medir, consoante a espécie, entre 15 a 29 cm de comprimento. Têm cauda curta, bicos fortes e patas relativamente altas, adaptadas para a vida junto do solo de uma floresta. A sua plumagem é geralmente colorida, à base de encarnado, azul e verde, e varia muito dentro do grupo, assim como a cor das patas. As pitas alimentam-se à base de pequenos invertebrados, que apanham na manta morta das florestas. Têm hábitos diurnos, solitários e territoriais. As espécies africanas são migratórias. 
As pitas formam casais monogâmicos que se juntam após um elaborado ritual de acasalamento, onde o macho realiza complicadas exibições. A época de reprodução inicia-se com a época das chuvas da região em que habitam, o que varia bastante conforme a sua distribuição geográfica. Os ninhos são construídos por ambos os membros do casal no ou próximo do solo, no máximo a dois metros de altitude. Cada postura contém 3 a 5 ovos brancos, com manchas púrpuras ou vermelhas, e é incubada pelos dois progenitores ao longo de cerca de duas semanas. Os juvenis são alimentados no ninho cerca de um mês, à base de minhocas.  

## Sistemática
| Gênero Pitta     | Gênero Pitta | Gênero Pitta        | Gênero Pitta | Gênero Pitta      |
| ---------------- | ------------ | ------------------- | ------------ | ----------------- |
| Pitta phayrei    |              | Pitta maxima        |              | Pitta nympha      |
| Pitta nipalensis |              | Pitta superba       |              | Pitta moluccens   |
| Pitta soror      |              | Pitta steerii       |              | Pitta megarhyncha |
| Pitta oatesi     |              | Pitta kochi         |              | Pitta elegans     |
| Pitta schneideri |              | Pitta erythrogaster |              | Pitta iris        |
| Pitta caerulea   |              | Pitta dohertyi      |              | Pitta versicolor  |
| Pitta cyanea     |              | Pitta elliotii      |              | Pitta anerythra   |
| Pitta guajana    |              | Pitta gurneyi       |              | Pitta baudii      |
| Pitta reichenowi |              | Pitta venusta       |              | Pitta sordida     |
| Pitta brachyura  |              | Pitta angolensis    |              | Pitta arcuata     |
|                  |              |                     |              | Pitta granatina   |